# تبراقلو (شرقي أردبيل)
تبراقلو (بالفارسية: تپراقلو) هي قرية تقع في إيران في Sharqi Rural District. يقدر عدد سكانها بـ 666 نسمة بحسب إحصاء 2016.